# 佐須の禅寺丸古木

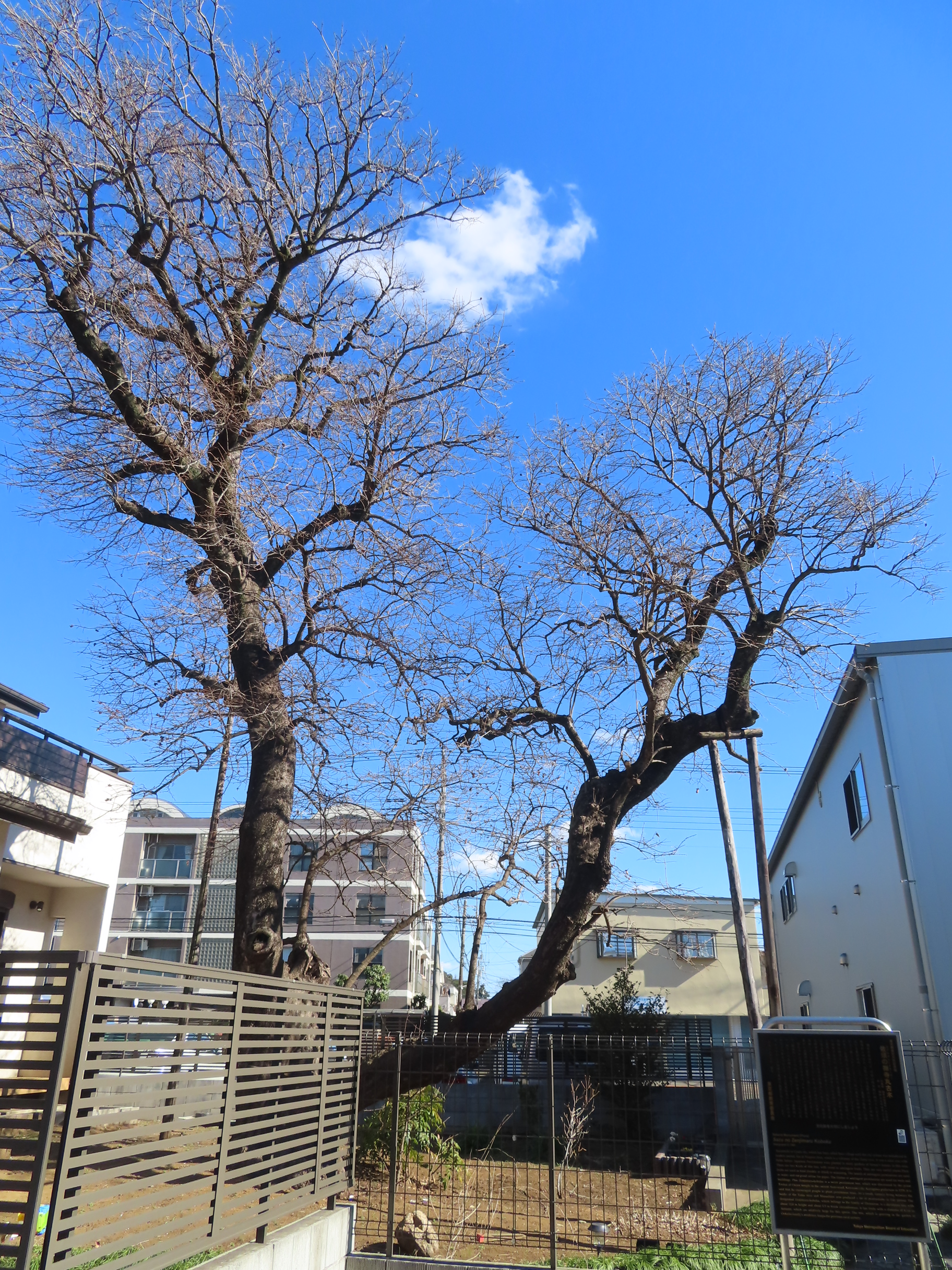
全景（2025年2月撮影）

佐須の禅寺丸古木（さずのぜんじまるこぼく）は、東京都調布市佐須町に生育するカキノキの巨木である。この木は「禅寺丸」（ぜんじまる）という甘柿の品種で、推定の樹齢は約380年とされる。この品種における巨大な木の一例として、1964年（昭和39年）に東京都の天然記念物に指定された。

## 由来
この木が生育する調布市佐須町は、かつて農村地帯であった。多摩川の支流野川沿いに田畑が広がり、農家の庭先にはカキノキがよく見られていた。カキノキは甘柿を食用にする他にも、渋柿を干し柿に加工したり染料や防水用に利用したり、材を建築用などに使うなど利用範囲の広い植物である。
品種は「禅寺丸」という甘柿の1種に属する。禅寺丸は、神奈川県川崎市麻生区王禅寺が原産地とされるもので、同区王禅寺940所在の真言宗寺院・王禅寺の木を原木とし、日本最古の甘柿といわれる。王禅寺の原木は、2007年（平成19年）7月26日に国の登録記念物に登録されている。
伝承によれば、その起源は鎌倉時代にまでさかのぼる。1214年（建保2年）、等海という僧侶が王禅寺の本堂再建の材木を探して山中に入り、これを発見した。等海はその実が大変に美味であったために、木を持ち帰って寺の境内に移植したという。
禅寺丸という品種は「不完全甘柿」（種が十分に入ると甘くなる）といわれるもので、果実は小さく4センチメートル程度に育ち重さは100-120グラムほどである。江戸時代から多摩川両岸や武蔵野地域の農村地帯に栽培が広がり、明治・大正の頃まで主要品種として盛んに栽培された。やがて主要品種の座を降り、富有柿の受粉樹として利用されるようになった。
多摩や武蔵野の旧家には、庭先に禅寺丸の古木が残っているのが時折見受けられる。佐須町にあるこの木は推定の樹齢約380年とされ、カキノキの古木としては大きいものの1つである。樹高は約12.0メートル、主幹は幹周り約1.9メートルを測る。樹勢は盛んで毎年多くの実をつけているが、2007年（平成19年）に台風の被害に遭って大枝が折損した。そのため所有者は、支柱を立ててこの木を保護している。この木は1964年（昭和39年）4月28日に、東京都の天然記念物に指定された。

## 交通アクセス
所在地
- 東京都調布市佐須町1丁目7番3号（公開時間 9:00-16:00、所有者宅などは非公開）[3][12]

交通
- 京王線布田駅より徒歩約15分[1]。
- 京王線調布駅北口からバス 「佐須」停留所下車　徒歩1分[12]。
  - 京王バス　吉14系統 吉祥寺駅行き
  - 京王バス　調34系統 深大寺行き
  - 京王バス・小田急バス 調35系統　杏林大学病院行き
  - 京王バス・小田急バス 鷹66系統　三鷹駅行き
  - 調布市ミニバス 北路線　調36系統「上ノ原循環」または調37系統「都営深大寺住宅」行き 「佐須交差点」停留所下車